# Товкачі (Щорський район)
Товкачі — колишнє село в Україні, Щорському районі Чернігівської області. Підпорядковувалось Тихоновицькій сільській раді.
Розташовувалося за 1 км на захід від Тихоновичів, на висоті бл.130 м над рівнем моря.
Складалося з єдиної вулиці довжиною бл.1,5 км, однак у центральній частині вулиці існувала прогалина у забудові протягом понад 500 м.
Виникло у 1-й третині 20 ст.
За даними 1986 року у селі проживало 30 мешканців.
24 травня 2007 року Чернігівська обласна рада зняла село з обліку.
Сьогодні колишня вулиця є звичайною дорогою, західна частина колишнього села поступово заростає рідколіссям, решта території колишніх садиб подекуди використовується як косовиці жителів Тихонович.